# Ervenice
Ervenice (izvirno srbsko Ервенице) je naselje v Srbiji, ki upravno spada pod Občino Tutin; slednja pa je del Raškega upravnega okraja.

## Demografija
V naselju živi 29 polnoletnih prebivalcev, pri čemer je njihova povprečna starost 25,1 let (26,8 pri moških in 22,9 pri ženskah). Naselje ima 11 gospodinjstev, pri čemer je povprečno število članov na gospodinjstvo 5,18.
Po podatkih popisa iz leta 2002 večino prebivalstva predstavljajo Bošnjaki, v času zadnjih treh popisov pa je opazno zmanjšanje števila prebivalcev.
|  |

| Demografija | Demografija     | Demografija     |
| Leto        | Št. prebivalcev | Št. prebivalcev |
| ----------- | --------------- | --------------- |
|             |                 |                 |
|             |                 |                 |
|             |                 |                 |
|             |                 |                 |
| 1948        | 121             |                 |
| 1953        | 155             |                 |
| 1961        | 172             |                 |
| 1971        | 88              |                 |
| 1981        | 86              |                 |
| 1991        | 75              | 75              |
| 2002        | 65              | 57              |
|             |                 |                 |

| Etnična sestava po popisu iz leta 2002 | Etnična sestava po popisu iz leta 2002 | Etnična sestava po popisu iz leta 2002 | Etnična sestava po popisu iz leta 2002 | Etnična sestava po popisu iz leta 2002 |
| -------------------------------------- | -------------------------------------- | -------------------------------------- | -------------------------------------- | -------------------------------------- |
| Bošnjaki                               | Bošnjaki                               |                                        | 56                                     | 98,24%                                 |
| Neznano                                | Neznano                                |                                        | 1                                      | 1,75%                                  |